# 田中潤司
田中 潤司（たなか じゅんじ、1933年 - ）は、日本のミステリ研究者、翻訳家。

## 略歴
東京生まれ。早稲田大学文学部卒。同じ早稲田大学出身の式貴士等と親交を持つ。
早くから海外ミステリに精通。早川書房に入社し、『エラリー・クイーンズ・ミステリ・マガジン』の創刊に関わるが、退社して創刊編集長は都筑道夫に譲る。後に、江戸川乱歩主催の『宝石』の顧問もつとめた。
パズルやゲームについても研究し、1972年「アダルトゲーム研究会」を創設した（なお、この場合の「アダルトゲーム」は、現在呼ばれるところの「性的表現があるゲーム」ではなく、「子供むけではなく大人向けのゲーム」という意味である）。
オセロは源平碁として従前から親しまれていたゲームであるとしてゲーム研究者として権利関係に疑問を呈している。

## 著書
- 『暗号の話』（徳間ブックス） 1967
- 『頭のトレーニング』（徳間書店） 1967
- 『パズル大学』（大泉書店） 1969
- 『パズル天才志願』（大泉書店） 1969
- 『推理パズル100題 たっぷり、あなたを苦しめる本』（大泉書店、プレイブックス） 1971
- 『ギャンブル・ゲーム』（ごま書房、ゴマブックス） 1974
- 『カジノプレイ入門』（大泉書店） 1975
- 『おもしろ推理パズル シャーロック・ホームズも明智小五郎も脱帽! 頭脳の限界に挑戦する選りすぐりの難解推理パズル傑作選』（日本文芸社） 1992.7

## 翻訳
翻訳の際の変名として黒田昌一、邦枝輝夫なども用いた。
- 『四つ辻にて 他』（アガサ・クリスティー、編訳、芸術社、推理選書） 1957
- 『グリーン家殺人事件』（ヴァン・ダイン、村上啓夫共訳、東都書房、 世界推理小説大系） 1963
- 『ペリー・メイスンの世界』（ガードナー、新人物往来社、ガードナー傑作選1） 1970
- 『一角獣殺人事件』（カーター・ディクスン、国書刊行会、世界探偵小説全集） 1995.11、のち『一角獣の殺人』（創元推理文庫） 2009